# Острый промиелоцитарный лейкоз
Острый промиелоцитарный лейкоз (ОПМЛ, ОПЛ) — это особый подвид острого миелоидного лейкоза (ОМЛ), злокачественного опухолевого заболевания белых кровяных клеток, по Франко-Американо-Британской классификации (ФАБ) относящийся к подтипу М3. При ОПЛ наблюдается аномальное накопление в костном мозгу и в крови незрелых гранулоцитов, так называемых промиелоцитов. Эта форма ОМЛ характеризуется типичной хромосомной транслокацией, вовлекающей ген рецептора ретиноевой кислоты типа альфа (RARα или RARA) и ген белка острого промиелоцитарного лейкоза (PML), что приводит к образованию аномального фузионного онкопротеина PML-RARalpha и к неконтролируемому размножению мутантных промиелоцитов. Эта форма ОМЛ также отличается уникальным ответом на лечение полностью транс-ретиноевой кислотой и триоксидом мышьяка. Острый промиелоцитарный лейкоз был впервые описан и охарактеризован в 1957 году французскими и норвежскими врачами-онкогематологами. В то время ОПЛ считался сверхострым и фатальным заболеванием, одной из самых неблагоприятных форм ОМЛ. В настоящее время ОПЛ с классической транслокацией, напротив, считается одной из самых благоприятных и хорошо излечимых форм острого миелоидного лейкоза, с 12-летней выживаемостью без прогрессирования приблизительно 70 %.

## Симптомы
Симптомы ОПЛ в целом сходны с симптомами других форм ОМЛ. В частности, возможны следующие симптомы:
- Анемия;
- Усталость;
- Слабость;
- Затруднение лёгочного дыхания (диспноэ);
- Кровоточивость и кровотечения вследствие низкого уровня тромбоцитов (тромбоцитопении)
- Лихорадка (гипертермия);
- Пониженный иммунитет вследствие лейкопении приводит к развитию инфекций;
- Пониженное содержание в крови лейкоцитов, тромбоцитов, эритроцитов (цитопения, в том числе лейкопения, тромбоцитопения, анемия);
- Наличие в крови аномальных бластных клеток (лейкоцитоз с бластозом) наблюдается у 10 — 30 % пациентов;
- Нарушения свёртываемости крови (коагулопатии), включая диссеминированное внутрисосудистое свёртывание (ДВС-синдром);

Кровоточивость и кровотечения вследствие тромбоцитопении (пониженного содержания тромбоцитов в крови) может наблюдаться в следующих формах:
- Кровоточивость при минимальных повреждениях кожи с образованием синяков (гематом) и петехий (экхимозов);
- Кровоточивость дёсен;
- Носовое кровотечение (эпистаксис);
- Усиленные менструальные кровотечения (меноррагия, гиперменорея или иначе полименорея);

## Патогенез
Острый промиелоцитарный лейкоз обычно характеризуется наличием реципрокной хромосомной транслокации между участком хромосомы 17, содержащим ген рецептора ретиноевой кислоты типа альфа, и участком хромосомы 15, содержащим ген так называемого белка острого промиелоцитарного лейкоза (PML). Эта транслокация приводит к образованию аномального онкогенного фузионного протеина PML-RARalpha. Эта транслокация обозначается как t(15;17)(q22;q21) и встречается в 95 % случаев ОПЛ. А ген рецептора RAR зависит от ретиноевой кислоты для регуляции транскрипции.
Описаны при ПМЛ также 8 типов других редких хромосомных транслокаций, приводящих к формированию других аномальных фузионных онкопротеинов гена RARalpha с другими генами, в частности транслокация t(11;17), приводящая к слиянию гена RARalpha с геном так называемого «цинкового пальцеобразного белка промиелоцитарного лейкоза» (c геном PLZF, известным также как ген ZBTB16), с геном нуклеофосмина (NPM1), с геном, ассоциированным с ядерным матриксом (NUMA1), с геном фактора 5b сигнальной трансдукции и активации транскрипции (STAT5B), с геном регуляторной субъединицы 1α протеинкиназы А (PRKAR1A), с геном фактора, взаимодействующего с белками PAPOLA и CPSF1 (FIP1L1), с геном корепрессора BCL-6 или с геном олигонуклетид/олигосахарид-связывающей последовательности 2A (OBFC2A, также известный как NABP1). Некоторые из этих хромосомных аномалий также являются чувствительными к лечению полностью транс-ретиноевой кислотой, либо их чувствительность к лечению полностью транс-ретиноевой кислотой неизвестна вследствие большой редкости этих хромосомных перестроек. Известно, что формы ОПЛ с хромосомными перестройками, приводящими к образованию аномальных фузионных онкопротеинов STAT5B/RARA и PLZF/RARA, резистентен к лечению полностью транс-ретиноевой кислотой и поэтому имеют худший прогноз.
Слияние генов белков PML и RARA в результате транслокации t(15;17)(q22;q21) приводит к образованию аномального гибридного фузионного онкопротеина с изменёнными (необычными) внутриклеточными функциями. Этот аномальный онкопротеин с повышенным аффинитетом связывается с регуляторными участками внутриклеточной ДНК, блокируя транскрипцию важных генов, необходимых для процесса созревания и дифференцировки гранулоцитов. Он делает это при помощи усиленного взаимодействия молекул белка ядерного корепрессора (NCOR) и молекул гистон-деацетилазы (HDAC). Хотя хромосомная транслокация, включающая ген RAR-α, считается необходимой для инициации (начала) процесса лейкозогенеза, она сама по себе не достаточна для возникновения ПМЛ — требуется также приобретение этими клетками дополнительных мутаций.
Мутация t(11;17), приводящая к образованию аномального фузионного онкопротеина RAR-α/PLZF приводит к развитию такого подтипа ОПЛ, который не чувствителен к стандартной терапии полностью транс-ретиноевой кислотой и/или триоксидом мышьяка и менее чувствителен, по сравнению с более частым вариантом RAR-α/PML, к стандартной химиотерапии ОМЛ, в частности к цитарабину и антрациклинам, таким, как даунорубицин, идарубицин, митоксантрон. Это приводит к худшему прогнозу в этой подгруппе пациентов.

## Диагностика
Острый промиелоцитарный лейкоз может быть отдифференцирован от других форм ОМЛ на основании патоморфологического исследования трепанобиоптата и аспирата костного мозга, а также крови, при котором может быть установлено, что бластные клетки по своему строению являются промиелоцитами. Дальнейшая диагностика требует цитогенетического исследования на характерные транслокации длинных плеч хромосом 17 и 15 или 17 и 11 — t(15,17) или t(11,17) и тестирования на наличие фузионных генов PML/RARA или PLZF/RARA, что может быть сделано при помощи полимеразной цепной реакции или флуоресцентной in situ гибридизации. Иногда могут встречаться скрытые транслокации, не обнаруживаемые при стандартном цитогенетическом исследовании. В подобных случаях полимеразная цепная реакция (ПЦР) критически необходима для подтверждения (верификации) диагноза. Наличие в бластных клетках периферической крови большого количества телец Ауэра делает диагноз острого промиелоцитарного лейкоза очень вероятным, так как для бластных промиелоцитов очень характерно обилие телец Ауэра (по сравнению с более ранними бластными клетками типов M0, M1 и M2).

## Лечение

### Индукционное лечение

Полностью транс-ретиноевая кислота

Митоксантрон

Метотрексат

ОПЛ является уникальным среди острых миелоидных лейкозов по своей чувствительности к полностью транс-ретиноевой кислоте, кислой форме витамина A и к триоксиду мышьяка. Лечение полностью транс-ретиноевой кислотой вызывает диссоциацию белкового комплекса RAR с белками NCOR (ядерным корепрессором) и HDACL (лиганд гистон-деацетилазы) и позволяет, напротив, связываться с рецептором RAR активаторам транскрипции и гистон-ацетилтрансферазам. Это, в свою очередь, позволяет запуститься процессу транскрипции нужных генов и процессу дифференцировки незрелых лейкозных промиелоцитов в зрелые гранулоциты. Таким образом, благодаря влиянию полностью транс-ретиноевой кислоты, «исправляется» аберрантная работа онкогенного транскрипционного фактора PML/RARalpha. При этом, в отличие от традиционной химиотерапии, полностью транс-ретиноевая кислота непосредственно не убивает злокачественные клетки. Вместо этого полностью транс-ретиноевая кислота вызывает их терминальную дифференцировку, после которой они подвергаются спонтанному апоптозу подобно здоровым гранулоцитам, у которых истёк отведённый им срок жизни (причём «в норме», до приобретения злокачественным клоном анти-апоптотических мутаций, апоптоз этих дифференцировавшихся под влиянием ATRA злокачественных клеток происходит гораздо быстрее, чем апоптоз здоровых гранулоцитов). Полностью транс-ретиноевая кислота одна (в монотерапии) способна вызвать ремиссию при ОПЛ. Однако ремиссия, вызванная применением одной лишь ATRA, при ОПЛ, как правило, кратковременна в отсутствие одновременно проводимой «традиционной» химиотерапии и/или лечения триоксидом мышьяка, так как лейкозные клетки довольно быстро приобретают устойчивость к ATRA. Начиная с 2013 года стандартом лечения ОПЛ является одновременное применение ATRA и триоксида мышьяка (плюс-минус традиционная химиотерапия). До 2013 года стандартом лечения ОПЛ было одновременное применение ATRA и традиционной химиотерапии, основанной на применении антрациклинов (даунорубицин, доксорубицин, идарубицин или митоксантрон).
Ранее, до выявления того факта, что ОПЛ менее других разновидностей ОМЛ нуждается в традиционной химиотерапии и менее других разновидностей ОМЛ чувствителен к цитарабину, зато более других разновидностей чувствителен к антрациклинам, и что добавление цитарабина или других агентов не увеличивает процент полных ремиссий и общую выживаемость по сравнению с сочетанием «ATRA + антрациклин», зато более токсично, вместо схемы «ATRA + монотерапия антрациклином» часто применяли лечение «ATRA + та или иная схема традиционной противолейкозной химиотерапии» (например, ATRA + «7+3» или ATRA + ADE). Обе разновидности лечения (ATRA плюс триоксид мышьяка и ATRA плюс традиционная химиотерапия) приводят к примерно одинаковым результатам — около 90—95 % полных клинических и гематологических ремиссий. Но поскольку триоксид мышьяка менее токсичен и даёт меньше побочных эффектов, чем традиционная химиотерапия, и более специфичен в отношении клеток ОПЛ, то именно сочетание ATRA и триоксида мышьяка стало новым стандартом лечения ОПЛ.
Лечение полностью транс-ретиноевой кислотой ассоциируется с уникальным побочным эффектом, ранее называвшимся «синдром ретиноевой кислоты» (более современное и корректное название «дифференциационный синдром» или «синдром дифференциации»)]. Дифференциационный синдром проявляется затруднением лёгочного дыхания (диспноэ), головной болью, лихорадкой (гипертермией), прибавкой массы тела, периферическими отеками, коагулопатией (кровоточивостью или тромбозами, ДВС-синдромом). Лечится дифференциационный синдром немедленным назначением глюкокортикоидов, например, преднизолона или дексаметазона, назначением гепарина для профилактики ДВС-синдрома и немедленным присоединением (или увеличением дозы) химиотерапии к уже проводящемуся лечению ATRA. При резко выраженном дифференциационном синдроме может потребоваться временная отмена или временное снижение дозы ATRA. Этиологию дифференциационного синдрома связывают с массивным высвобождением цитокинов из массово дифференцирующихся и затем погибающих лейкозных промиелоцитов, что приводит к резкому повышению проницаемости капилляров (отеки, диспноэ и др.) и нарушениям в свертывающей системе крови.
Моноклональное антитело гемтузумаб озогамицин (Милотарг) в комбинации с ATRA также было успешно использовано в лечении ОПЛ. Однако оно было изъято с рынка США из-за подозрений в чрезмерной токсичности этого лекарства и отсутствии у него положительного влияния на общую и безрецидивную выживаемость больных с ОМЛ, отсутствии преимуществ перед традиционной химиотерапией. В Австралии, Канаде или Великобритании это лекарство никогда не продавалось. Гемтузумаб озогамицин в комбинации с ATRA вызывал положительный ответ у приблизительно 84 % пациентов с ОПЛ, что сравнимо с цифрами, наблюдавшимися у пациентов, лечившихся традиционной комбинацией «ATRA плюс антрациклин». Поскольку гемтузумаб озогамицин обладает меньшей кардиотоксичностью, чем антрациклины, такой вариант лечения мог бы быть более предпочтительным для пожилых больных с ОПЛ и больных с сопутствующими сердечно-сосудистыми заболеваниями.

### Консолидационное лечение
После достижения стойкой ремиссии стандартно рекомендуется 2 года поддерживающей терапии ATRA в сочетании с меркаптопурином и метотрексатом. Значительный процент больных с ОПЛ рецидивирует без проведения поддерживающей терапии. В европейском исследовании по ОПЛ, частота рецидивов в течение 2 лет среди тех, кто не получал поддерживающей химиотерапии, составляла 27 %, по сравнению с 11 % рецидивов у тех, которые поддерживающую химиотерапию получали. Аналогично, в исследовании по ОПЛ, проведённом в США в 2000 году, общая 5-летняя выживаемость среди больных с ОПЛ, получавших поддерживающую терапию ATRA, составляла 61 %, по сравнению с 31 % среди тех, кто поддерживающую терапию ATRA не получал.

### Рецидив или рефрактерное заболевание
При рецидивах и рефрактерности ОПЛ в настоящее время изучается применение триоксида мышьяка. Были сообщения о достижении ремиссии при помощи монотерапии триоксидом мышьяка. Исследования показали, что триоксид мышьяка вызывает реорганизацию ядерных телец и способствует деактивации и деградации мутантного PML-RAR онкопротеина. Триоксид мышьяка также повышает активность каспазы, что вызывает апоптоз клеток. Подобно ATRA, профилактическое применение триоксида мышьяка в поддерживающей терапии способно снизить риск рецидивов при ОПЛ, особенно у пациентов из группы высокого риска. В Японии синтетический ретиноид, тамибаротен, лицензирован для применения при резистентном к ATRA ОПЛ.
Помимо этого, при рецидивах и рефрактерности ОПЛ сохраняет своё значение и традиционная противолейкозная химиотерапия, в частности схемы «7+3», ADE, FLAG-подобные режимы и другие, а также высокодозная химиотерапия и аллогенная трансплантация гемопоэтических стволовых клеток.

### Экспериментальные методы лечения
Некоторые исследования показывают возможную потенциальную эффективность ингибиторов гистон-деацетилазы, таких, как вориностат или вальпроевая кислота, в лечении ОПЛ.

## Эпидемиология
Острый промиелоцитарный лейкоз представляет сравнительно редкую форму ОМЛ, всего около 10 — 12 % от всех случаев ОМЛ. Средний возраст больных ОПЛ — приблизительно 30 — 40 лет, что гораздо моложе, чем средний возраст больных с другими подтипами ОМЛ (70 лет). Частота ОПЛ выше среди пациентов латиноамериканского или южноевропейского происхождения. ОПЛ может также возникнуть как вторичный лейкоз у больных, получавших лечение антрациклинами (например, доксорубицином, идарубицином, митоксантроном), алкилирующими агентами (например, циклофосфамидом) или ингибиторами топоизомеразы II (например, этопозидом), вследствие канцерогенности этих агентов. Большинство пациентов, получавших лечение этими агентами, у которых впоследствии развился ОПЛ, составляют больные с раком молочной железы в анамнезе. У приблизительно 40 % пациентов с ОПЛ обнаруживаются, помимо t(15;17)(q22;q21), приводящей к появлению PML/RARalpha, дополнительные хромосомные аномалии в лейкозных клетках, такие, как трисомия 8-й хромосомы или изохромосома 17, но они, по-видимому, не оказывают существенного влияния на долгосрочный прогноз.